# Gylippos
Sauf précision contraire, les dates de cet article sont sous-entendues « avant l'ère commune » (AEC), c'est-à-dire « avant Jésus-Christ ».
Gylippos (en grec ancien Γύλιππος) est un général spartiate.

## Notice historique
En 414, sur les conseils d'Alcibiade, il fut envoyé en renfort à Syracuse ; débarqué à Himère, il y rassembla une petite armée et s'avança sur Syracuse ; en bon tacticien, il contraignit les Athéniens à évacuer le plateau des Épipoles, où ils avaient pris position, et à lever le siège sur Syracuse; puis il prit soin d'amener des renforts en vue des combats décisifs. Il mena des destructions de la flotte et de l'armée athéniennes et battit les généraux athéniens Nicias et Démosthène. Il accompagna Lysandre au siège d'Athènes, et fut chargé par lui de faire transporter à Sparte 1500 talents pris sur l'ennemi. Il s'en appropria 300 par fraude ; mais ce vol ayant été découvert, il fut forcé de s'expatrier pour échapper au supplice.